# 아르투르 다 시우바 베르나지스

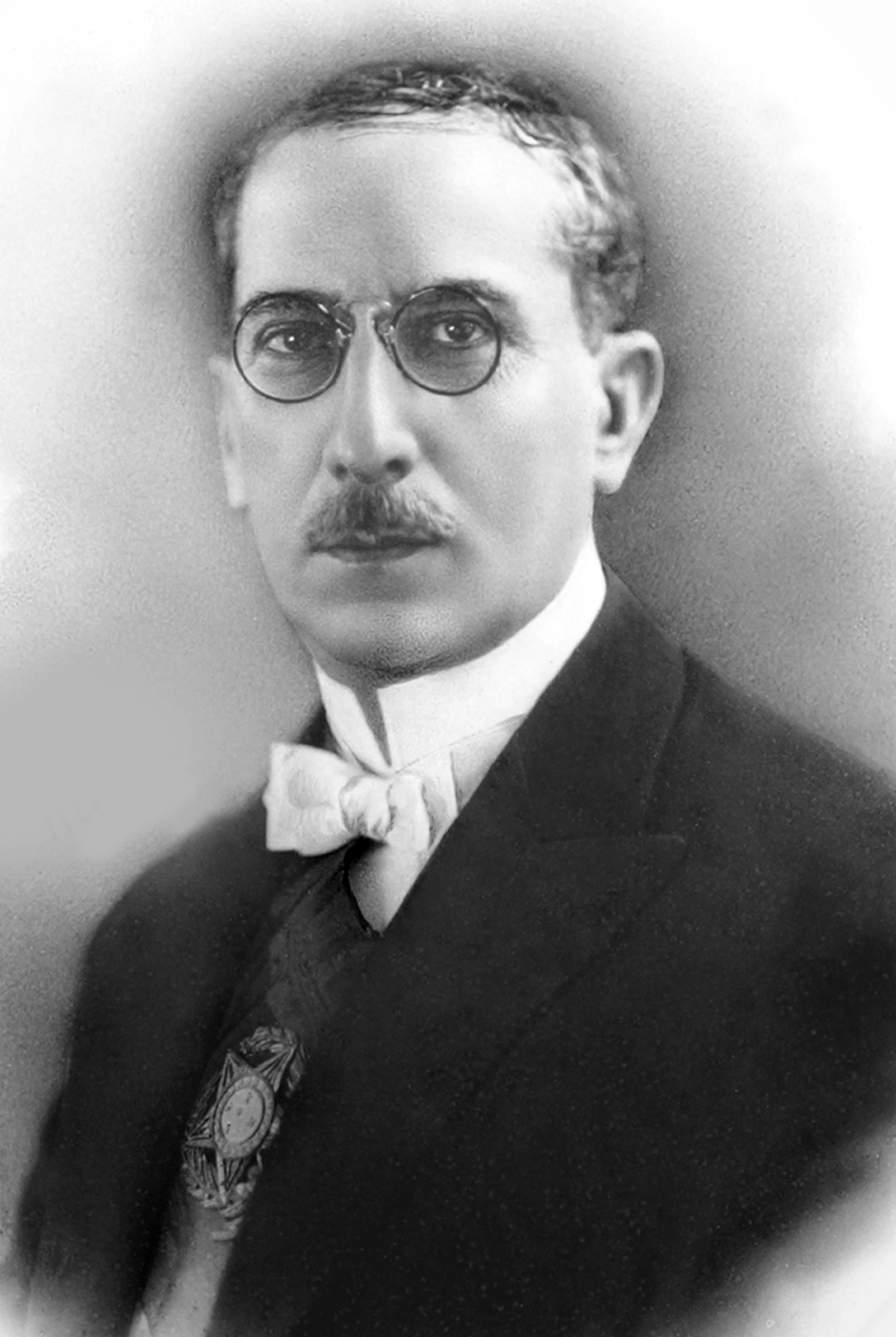
1922년 모습

아르투르 다 시우바 베르나지스(아르투르 다 실바 베르나르데스, 포르투갈어: [aʁˈtuʁ da ˈsiwvɐ beʁˈnaʁdʒis], 1875년 8월 8일 ~ 1955년 3월 23일)는 브라질의 정치인이자 브라질 제1공화국 기간 동안 제12대 대통령을 역임했다. 미나스제라이스주에서 태어났으며 1918년 미나스제라이스 주지사로 선출되었다. 1922년에 브라질 대통령으로 선출되어 1926년까지 재임했다. 군사 반란에 직면한 베르나르데스는 재임 기간 대부분 동안 비상사태 하에 통치했다.